# Marché couvert de Montreux
Le marché couvert de Montreux, localement appelé marché couvert en la Rouvenaz est un marché couvert située dans la ville vaudoise de Montreux, en Suisse.

## Histoire
Le marché couvert est construit en 1891-1892 par l'architecte Henri Chaudet, grâce à un don de 80 000 francs fait par Henri Nestlé, habitant de Montreux. Ce dernier meurt toutefois neuf mois avant l’inauguration de l'édifice. Unique exemple suisse de halle de marché entièrement en métal, sa structure fait référence aux Halles de Paris construites par Victor Baltard, l'acier utilisé provenant du même l'atelier que celui utilisé pour construire la tour Eiffel.
Dans les années 1930, un projet de jardin anglais met en péril le marché couvert tout en prévoyant une nouvelle construction. Cette idée restera cependant au stade d'étude et ne sera pas retenue par les autorités communales.
En 1970, le marché est transformé en parking avant de reprendre son aspect initial quelques années plus tard avec la création d'un parking souterrain dans son sous-sol. Le bâtiment lui-même est restauré et reconstruit dans les années 1980 (inauguration 22 octobre 1988), en particulier pour le fermer afin d'éviter les nombreux courants d'air dont se plaignaient les commerçants depuis sa création. Pendant l'hiver 2012, le gel et une accumulation d'eau ont forcé les autorités à fermer provisoirement le marché couvert, le temps d'évacuer l'eau et de sécuriser les colonnes fragilisées. 
La structure est classée comme bien culturel d'importance nationale. Outre son utilisation primaire de halle, elle peut également être transformée en salle de banquet de 800 places ou de cocktail, voire en salle de spectacle, comme cela a été le cas en particulier en 1982.
Alors que les Pavillons Baltard de Paris ont disparu en aout 1971, 
le Pavillon de Montreux inspiré des Pavillons de Victor Baltard, offert par Henri Nestle est toujours la.